# Église Saint-Thomas de Middle Island
Pour les articles homonymes, voir Église Saint-Thomas.
L'église Saint-Thomas est une église anglicane située à Middle Island, à Saint-Christophe-et-Niévès.

## Historique
L'église occupe l'emplacement de la première église anglicane des Antilles qui aurait été construite en bois pour accueillir quelques colons anglais. Au fil des ans, des modifications et des reconstructions ont été apportées pour tenir compte de l'agrandissement de la colonie et à la suite de tremblements de terre et d'ouragans.
En 1622, un premier groupe de colons anglais débarque dirigé par Thomas Warner et sont accueillis par le chef Kalinago qui leur laissent la possibilité de vivre sur l'île. En 1625, Thomas Warner revient sur l'île avec d'autres colons accompagné par le révérend John Featly, premier révérend anglican à siéger à Saint-Christophe-et-Niévès et dans les Caraïbes orientales. Il souhaite maintenir de bonnes relations entre colons et les Kalinagos sauf que, dès 1626, la plupart des Kalinagos furent tués ou expulsés de l'île. Il se peut que John Featly ait eu l'idée d'intégrer les Kalinagos à la communauté anglicane mais cela ne se fit pas. De même, les Africains réduits en esclavage n'étaient pas acceptés au sein de l'Église anglicane : leur enseignement religieux était le fait de missionnaires méthodistes et moraves.
En 1772, un violent ouragan cause de nombreux dégâts à l'église.
L'église actuelle date de 1860, mais a subi de nombreux dommages au fil des ans, notamment avec le tremblement de terre du 8 octobre 1974. La tour de l'église, abritant la cloche, s'est effondrée et le toit a sévèrement été endommagé. La cloche fut mise au sol dans l'espoir d'être replacée au sommet du clocher lorsqu'il serait reconstruit mais elle a été volée et expédiée hors de l'île. Les voleurs ont pu être appréhendés et la cloche fut retrouvée sur un navire faisant voile direction Saint-Thomas, dans les Îles Vierges des États-Unis.
Après plusieurs années de rénovation qui fit suite à une vaste campagne de financement, l'église a été rénovée et sa consécration a eu lieu en 2000.

## Architecture

### Architecture extérieure
Elle dispose d'une nef étendue et une tour à son extrémité ouest typique des églises britanniques. La tour se situe à environ 41 pieds et a une base de 14 pieds par 18 pieds. Les matériaux principaux sont l'andésite et le mortier de chaux.